# Чемпионат ГДР по фигурному катанию
Чемпионат Германской Демократической Республики по фигурному катанию (нем. DDR-Meisterschaften im Eiskunstlauf) — ежегодное соревнование по фигурному катанию проводившеся среди фигуристов ГДР с 1949 по 1990 год, в годы существования страны.  На турнире определялись чемпионы страны в мужском и женском одиночном катании, в парном катании и танцах на льду. Соревнования в танцах на льду проводились не на всех чемпионатов в связи с неразвитостью этой дисциплины в Восточной Германии и отсутствием участников.
После объединения Восточной и Западной Германий в 1991 году спортсмены, ранее выступавшие в чемпионате ГДР, стали соревноваться в чемпионате Германии по фигурному катанию.

## Медалисты

### Мужчины

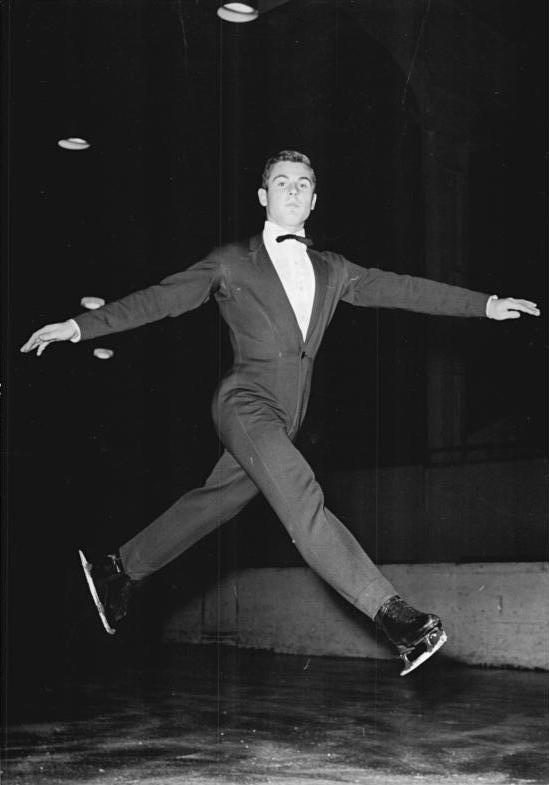
Ральф Боргхард

| Медалисты в мужском одиночном катании | Медалисты в мужском одиночном катании | Медалисты в мужском одиночном катании | Медалисты в мужском одиночном катании | Медалисты в мужском одиночном катании |
| ------------------------------------- | ------------------------------------- | ------------------------------------- | ------------------------------------- | ------------------------------------- |
| Год                                   | Место проведения                      | Золото                                | Серебро                               | Бронза                                |
| 1949                                  | Соревнования не проводились           | Соревнования не проводились           | Соревнования не проводились           | Соревнования не проводились           |
| 1950                                  |                                       | Х. Зиринек                            |                                       |                                       |
| 1951                                  |                                       | Хейнц Курюбер                         |                                       |                                       |
| 1952                                  |                                       | Курт Вайлерт                          |                                       |                                       |
| 1953                                  |                                       | Хорст Курюбер                         | Хейнц Курюбер                         | Вольфганг Хартунг                     |
| 1954                                  |                                       | Хорст Курюбер                         |                                       |                                       |
| 1955                                  |                                       | Хорст Курюбер                         |                                       |                                       |
| 1956 — 1959                           | Соревнования не проводились           | Соревнования не проводились           | Соревнования не проводились           | Соревнования не проводились           |
| 1960                                  |                                       | Бодо Боккенауэр                       | Михель Флеббе                         |                                       |
| 1961                                  |                                       | Бодо Боккенауэр                       | Михель Флеббе                         |                                       |
| 1962                                  |                                       | Бодо Боккенауэр                       | Ральф Боргхард                        |                                       |
| 1963                                  |                                       | Ральф Боргхард                        | Гюнтер Цёллер                         |                                       |
| 1964                                  |                                       | Ральф Боргхард                        | Гюнтер Цёллер                         |                                       |
| 1965                                  |                                       | Гюнтер Цёллер                         |                                       |                                       |
| 1966                                  |                                       | Ральф Боргхард                        |                                       |                                       |
| 1967                                  |                                       | Гюнтер Цёллер                         | Райнхард Мирмзекер                    | ? Пурруккер                           |
| 1968                                  |                                       | Гюнтер Цёллер                         | Рольф Эстеррайх                       | Ральф Рихтер                          |
| 1969                                  |                                       | Гюнтер Цёллер                         | Ян Хоффманн                           | Ральф Рихтер                          |
| 1970                                  |                                       | Гюнтер Цёллер                         | Ян Хоффманн                           | Ральф Рихтер                          |
| 1971                                  |                                       | Ян Хоффманн                           | Ральф Рихтер                          | Бернд Вундерлих                       |
| 1972                                  |                                       | Ян Хоффманн                           | Бернд Вундерлих                       | Михель Глаубиц                        |
| 1973                                  |                                       | Ян Хоффманн                           | Бернд Вундерлих                       | Михель Глаубиц                        |
| 1974                                  |                                       | Ян Хоффманн                           | Михель Глаубиц                        | Бернд Вундерлих                       |
| 1975                                  |                                       | Бернд Вундерлих                       | Герман Шульц                          |                                       |
| 1976                                  |                                       | Ян Хоффманн                           | Марио Либерс                          | Фалько Кирстен                        |
| 1977                                  |                                       | Ян Хоффманн                           | Марио Либерс                          | Фалько Кирстен                        |
| 1978                                  |                                       | Ян Хоффманн                           | Марио Либерс                          | Торстен Олов                          |
| 1979                                  |                                       | Ян Хоффманн                           | Марио Либерс                          | Герман Шульц                          |
| 1980                                  |                                       | Ян Хоффманн                           | Марио Либерс                          | Герман Шульц                          |
| 1981                                  | Карл-Маркс-Штадт                      | Герман Шульц                          | Ральф Левандовски                     | Александер Кёниг                      |
| 1982                                  | Соревнования не проводились           | Соревнования не проводились           | Соревнования не проводились           | Соревнования не проводились           |
| 1983                                  | Восточный Берлин                      | Фалько Кирстен                        | Нильс Кёпп                            | Александер Кёниг                      |
| 1984                                  |                                       | Фалько Кирстен                        | Александер Кёниг                      | Нильс Кёпп                            |
| 1985                                  |                                       | Фалько Кирстен                        | Нильс Кёпп                            | Ральф Левандовски                     |
| 1986                                  |                                       | Фалько Кирстен                        | Нильс Кёпп                            | Ральф Левандовски                     |
| 1987                                  |                                       | Фалько Кирстен                        | Нильс Кёпп                            |                                       |
| 1988                                  |                                       | Михаэль Хут                           | Рико Кранерт                          | Мирко Айхгорн                         |
| 1989                                  |                                       | Мирко Айхгорн                         | Ронни Винклер                         | Рико Кранерт                          |
| 1990                                  |                                       | Ронни Винклер                         | Мирко Айхгорн                         | Томас Дёрнер                          |

### Женщины

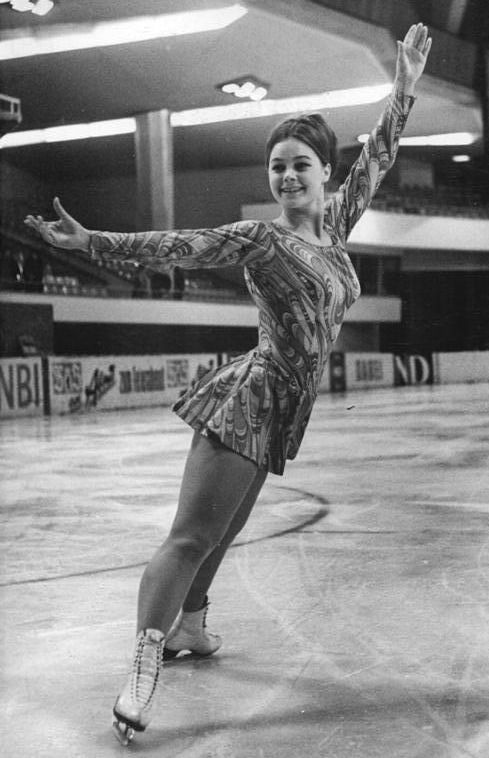
Габриэле Зайферт

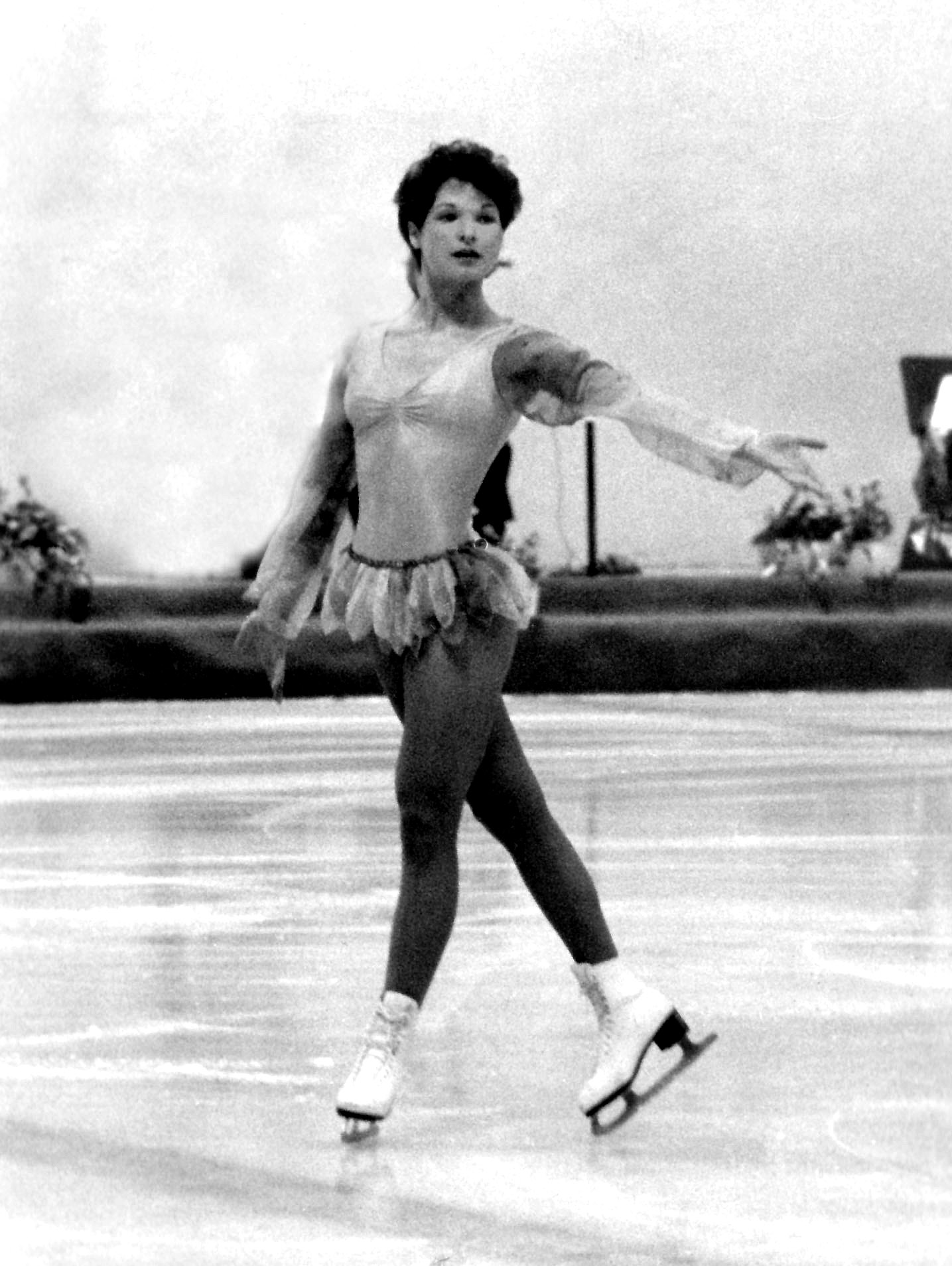
Анетт Пётч

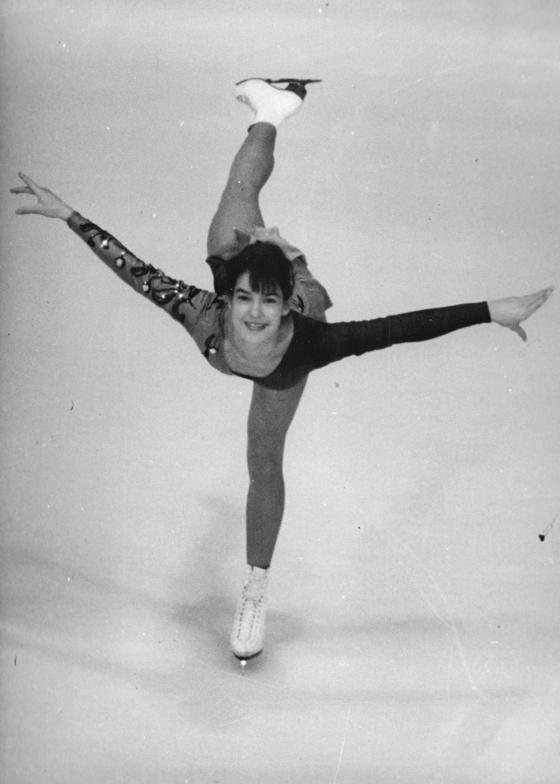
Катарина Витт

| Медалисты в женском одиночном катании | Медалисты в женском одиночном катании | Медалисты в женском одиночном катании | Медалисты в женском одиночном катании | Медалисты в женском одиночном катании |
| ------------------------------------- | ------------------------------------- | ------------------------------------- | ------------------------------------- | ------------------------------------- |
| Год                                   | Место проведения                      | Золото                                | Серебро                               | Бронза                                |
| 1949                                  |                                       | Гудрум Ольбрихт                       |                                       |                                       |
| 1950                                  |                                       | Бригитте Шнелльхорн                   |                                       |                                       |
| 1951                                  |                                       | Г. Польтин                            |                                       |                                       |
| 1952                                  |                                       | Инге Кабиш                            |                                       | Ютта Зайферт                          |
| 1953                                  |                                       | Инге Кабиш                            |                                       |                                       |
| 1954                                  |                                       | Инге Кабиш                            |                                       |                                       |
| 1955                                  |                                       | Инге Кабиш                            |                                       |                                       |
| 1956                                  |                                       | М.-К. Достман                         |                                       |                                       |
| 1957— 1959                            | Соревнования не проводились           | Соревнования не проводились           | Соревнования не проводились           | Соревнования не проводились           |
| 1960                                  |                                       | Хайдемари Штайнер                     | Хелла Ратье                           | Моника Цимке                          |
| 1961                                  |                                       | Габриэле Зайферт                      | Моника Цимке                          | Хайдемари Штайнер                     |
| 1962                                  |                                       | Габриэле Зайферт                      | Хайдемари Штайнер                     | Бригитте Клевер                       |
| 1963                                  |                                       | Габриэле Зайферт                      | Хайдемари Штайнер                     | Марианна Мирмзекер                    |
| 1964                                  |                                       | Габриэле Зайферт                      |                                       | Беате Рихтер                          |
| 1965                                  |                                       | Габриэле Зайферт                      | Беате Рихтер                          |                                       |
| 1966                                  |                                       | Габриэле Зайферт                      |                                       |                                       |
| 1967                                  |                                       | Габриэле Зайферт                      | Беате Рихтер                          | Мартина Клауснер                      |
| 1968                                  |                                       | Габриэле Зайферт                      | Мартина Клауснер                      | Керстин Штольфиг                      |
| 1969                                  |                                       | Габриэле Зайферт                      | Соня Моргенштерн                      | Кристине Эррат                        |
| 1970                                  |                                       | Габриэле Зайферт                      | Соня Моргенштерн                      | Кристине Эррат                        |
| 1971                                  |                                       | Соня Моргенштерн                      | Кристине Эррат                        | Зимоне Грефе                          |
| 1972                                  |                                       | Соня Моргенштерн                      | Кристине Эррат                        | Штеффи Кнолль                         |
| 1973                                  |                                       | Соня Моргенштерн                      | Кристине Эррат                        | Анетт Пётч                            |
| 1974                                  |                                       | Кристине Эррат                        | Анетт Пётч                            | Марион Вебер                          |
| 1975                                  |                                       | Кристине Эррат                        | Анетт Пётч                            | Штеффи Кнолль                         |
| 1976                                  |                                       | Анетт Пётч                            | Марион Вебер                          | Карин Энке                            |
| 1977                                  |                                       | Анетт Пётч                            | Марион Вебер                          | Карин Энке                            |
| 1978                                  |                                       | Анетт Пётч                            | Карола Вайсенберг                     | Марион Вебер                          |
| 1979                                  |                                       | Анетт Пётч                            | Карола Вайсенберг                     | Катарина Витт                         |
| 1980                                  |                                       | Анетт Пётч                            | Катарина Витт                         | Карола Вайсенберг                     |
| 1981                                  |                                       | Катарина Витт                         | Карола Пауль                          | Карин Хендшке                         |
| 1982                                  |                                       | Катарина Витт                         | Янина Вирт                            | Карола Пауль                          |
| 1983                                  | Восточный Берлин                      | Катарина Витт                         | Янина Вирт                            | Карин Хендшке                         |
| 1984                                  |                                       | Катарина Витт                         | Симоне Кох                            | Констанце Гензель                     |
| 1985                                  |                                       | Катарина Витт                         | Констанце Гензель                     | Симоне Кох                            |
| 1986                                  |                                       | Катарина Витт                         | Констанце Гензель                     | Симоне Кох                            |
| 1987                                  |                                       | Катарина Витт                         | Инга Гаутер                           | Симоне Кох                            |
| 1988                                  |                                       | Катарина Витт                         | Симоне Кох                            | Эвелин Гроссманн                      |
| 1989                                  |                                       | Эвелин Гроссманн                      | Симоне Ланг                           | Симоне Кох                            |
| 1990                                  |                                       | Танья Кринке                          | Катрин Деглер                         |                                       |

### Пары
| Медалисты в парном катании | Медалисты в парном катании  | Медалисты в парном катании               | Медалисты в парном катании               | Медалисты в парном катании             |
| -------------------------- | --------------------------- | ---------------------------------------- | ---------------------------------------- | -------------------------------------- |
| Год                        | Место проведения            | Золото                                   | Серебро                                  | Бронза                                 |
| 1949                       | Соревнования не проводились | Соревнования не проводились              | Соревнования не проводились              | Соревнования не проводились            |
| 1950                       |                             | Фера Лампе / Хорст Курюбер               | /                                        | /                                      |
| 1951                       |                             | Фера Лампе / Хорст Курюбер               | /                                        | /                                      |
| 1952                       |                             | Фера Лампе / Хорст Курюбер               | /                                        | /                                      |
| 1953                       | Соревнования не проводились | Соревнования не проводились              | Соревнования не проводились              | Соревнования не проводились            |
| 1954                       |                             | Фера Курюбер / Хорст Курюбер             | /                                        | /                                      |
| 1955                       |                             | Фера Курюбер / Хорст Курюбер             | /                                        | /                                      |
| 1956— 1959                 | Соревнования не проводились | Соревнования не проводились              | Соревнования не проводились              | Соревнования не проводились            |
| 1960                       |                             | Маргит Зенф / Петер Гёбель               | Ирене Мюллер / Ханс-Георг Далльмер       | Бригитте Вокёк / Хайнц-Ульрих Вальтер  |
| 1961                       |                             | Маргит Зенф / Петер Гёбель               | Ирене Мюллер / Ханс-Георг Далльмер       | Ренате Рёслер / Клаус Вассерфур        |
| 1962                       |                             | Бригитте Вокёк / Хайнц-Ульрих Вальтер    | Ирене Мюллер / Ханс-Георг Далльмер       | Ренате Рёслер / Клаус Вассерфур        |
| 1963                       |                             | Маргит Зенф / Петер Гёбель               | Ирене Мюллер / Ханс-Георг Далльмер       | Бригитте Вокёк / Хайнц-Ульрих Вальтер  |
| 1964                       |                             | Бригитте Вокёк / Хайнц-Ульрих Вальтер    | Ирене Мюллер / Ханс-Георг Далльмер       | Маргит Зенф / Петер Гёбель             |
| 1965                       |                             | Ирене Мюллер / Ханс-Георг Далльмер       | Ренате Рёслер / Клаус Вассерфур          | Бригитте Вайзе / Михель Брихи          |
| 1966                       |                             | Хайдемари Штайнер / Хайнц-Ульрих Вальтер | /                                        | /                                      |
| 1967                       |                             | Хайдемари Штайнер / Хайнц-Ульрих Вальтер | Бригитте Вайзе / Михель Брихи            | Ренате Рёслер / Клаус Вассерфур        |
| 1968                       |                             | Ирене Мюллер / Ханс-Георг Далльмер       | Хайдемари Штайнер / Хайнц-Ульрих Вальтер | Бригитте Вайзе / Михель Брихи          |
| 1969                       |                             | Хайдемари Штайнер / Хайнц-Ульрих Вальтер | Мануэла Грос / Уве Кагельман             | Беатрице фон Брюк / Райнхард Мирмзекер |
| 1970                       |                             | Хайдемари Штайнер / Хайнц-Ульрих Вальтер | Мануэла Грос / Уве Кагельман             | Анетте Канзи / Аксель Зальцман         |
| 1971                       |                             | Мануэла Грос / Уве Кагельман             | Анетте Канзи / Аксель Зальцман           | Марлис Радунски / Рольф Эстеррайх      |
| 1972                       |                             | Мануэла Грос / Уве Кагельман             | Анетте Канзи / Аксель Зальцман           | Марлис Радунски / Рольф Эстеррайх      |
| 1973                       |                             | Роми Кермер / Рольф Эстеррайх            | Зильфиа Концак / Файт Кемпе              | Антье Хек / Тассило Тирбах             |
| 1974                       |                             | Мануэла Грос / Уве Кагельман             | Роми Кермер / Рольф Эстеррайх            | Катья Шуберт / Кнут Шуберт             |
| 1975                       |                             | Роми Кермер / Рольф Эстеррайх            | Мануэла Грос / Уве Кагельман             | Керстин Штольфиг / Файт Кемпе          |
| 1976                       |                             | Роми Кермер / Рольф Эстеррайх            | Мануэла Грос / Уве Кагельман             | Сабине Бэсс / Тассило Тирбах           |
| 1977                       |                             | Мануэла Магер / Уве Беверсдорф           | Керстин Штольфиг / Файт Кемпе            | Сабине Бэсс / Тассило Тирбах           |
| 1978                       |                             | Мануэла Магер / Уве Беверсдорф           | Сабине Бэсс / Тассило Тирбах             | Керстин Штольфиг / Файт Кемпе          |
| 1979                       |                             | Сабине Бэсс / Тассило Тирбах             | Керстин Штольфиг / Файт Кемпе            | Корнелиа Хауфе / Керстен Белльман      |
| 1980                       |                             | Сабине Бэсс / Тассило Тирбах             | Мануэла Магер / Уве Беверсдорф           | Керстин Штольфиг / Файт Кемпе          |
| 1981                       |                             | Биргит Лоренц / Кнут Шуберт              | Катарина Барта / Тобиас Шрётер           | Гезине Босдорф / Енс Пройснер          |
| 1982                       |                             | Сабине Бэсс / Тассило Тирбах             | Биргит Лоренц / Кнут Шуберт              | Гезине Босдорф / Енс Пройснер          |
| 1983                       | Восточный Берлин            | Сабине Бэсс / Тассило Тирбах             | Биргит Лоренц / Кнут Шуберт              | Бабетте Пройслер / Торстен Олов        |
| 1984                       |                             | Сабине Бэсс / Тассило Тирбах             | Биргит Лоренц / Кнут Шуберт              | Бабетте Пройслер / Тобиас Шрётер       |
| 1985                       |                             | Биргит Лоренц / Кнут Шуберт              | Мануэла Ландграф / Инго Штойер           | Пегги Зайдель / Ральф Зайферт          |
| 1986                       |                             | Катрин Каниц / Тобиас Шрётер             | Биргит Лоренц / Кнут Шуберт              | Пегги Зайдель / Ральф Зайферт          |
| 1987                       |                             | Катрин Каниц / Тобиас Шрётер             | Антье Шрамм / Енс Мюллер                 | Пегги Шварц / Александер Кёниг         |
| 1988                       |                             | Пегги Шварц / Александер Кёниг           | Манди Вётцель / Аксель Раушенбах         | не было других участников              |
| 1989                       |                             | Манди Вётцель / Аксель Раушенбах         | Ангела Каспари / Марно Крефт             | Инес Мюллер / Инго Штойер              |
| 1990                       |                             | Манди Вётцель / Аксель Раушенбах         | Ангела Каспари / Марно Крефт             | Инес Мюллер / Инго Штойер              |

### Танцы

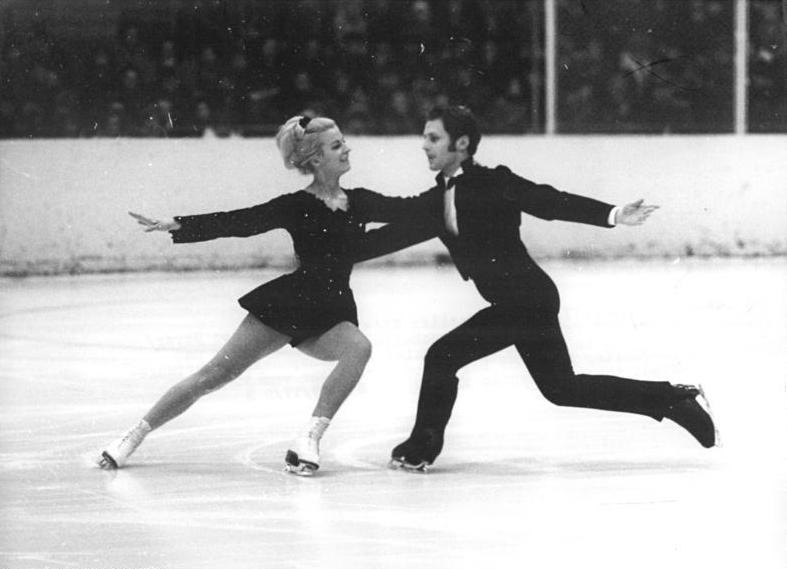
Аннерозе Бейер и Эберхард Рюгер

| Медалисты в танцах на льду | Медалисты в танцах на льду  | Медалисты в танцах на льду      | Медалисты в танцах на льду     | Медалисты в танцах на льду     |
| -------------------------- | --------------------------- | ------------------------------- | ------------------------------ | ------------------------------ |
| Год                        | Место проведения            | Золото                          | Серебро                        | Бронза                         |
| 1964                       |                             | Аннерозе Бейер / Эберхард Рюгер | /                              | Ева Мари Рейтер / Бернд Эгерт  |
| 1965                       |                             | Аннерозе Бейер / Эберхард Рюгер | /                              | Ева Мари Рейтер / Бернд Эгерт  |
| 1966                       |                             | Аннерозе Бейер / Эберхард Рюгер | /                              | /                              |
| 1967                       |                             | Аннерозе Бейер / Эберхард Рюгер | Норма Алльвельт / Михель Шмидт | Штеффи Бёме / Бернд Эгерт      |
| 1968                       |                             | Аннерозе Бейер / Эберхард Рюгер | Штеффи Бёме / Бернд Эгерт      | Норма Алльвельт / Михель Шмидт |
| 1969                       |                             | Аннерозе Бейер / Эберхард Рюгер | Норма Алльвельт / Михель Шмидт | /                              |
| 1970                       |                             | Аннерозе Бейер / Эберхард Рюгер | /                              | /                              |
| 1971— 1989                 | Соревнования не проводились | Соревнования не проводились     | Соревнования не проводились    | Соревнования не проводились    |
| 1990                       |                             | Кати Винклер / Рене Лозе        | /                              | /                              |